# Eburók

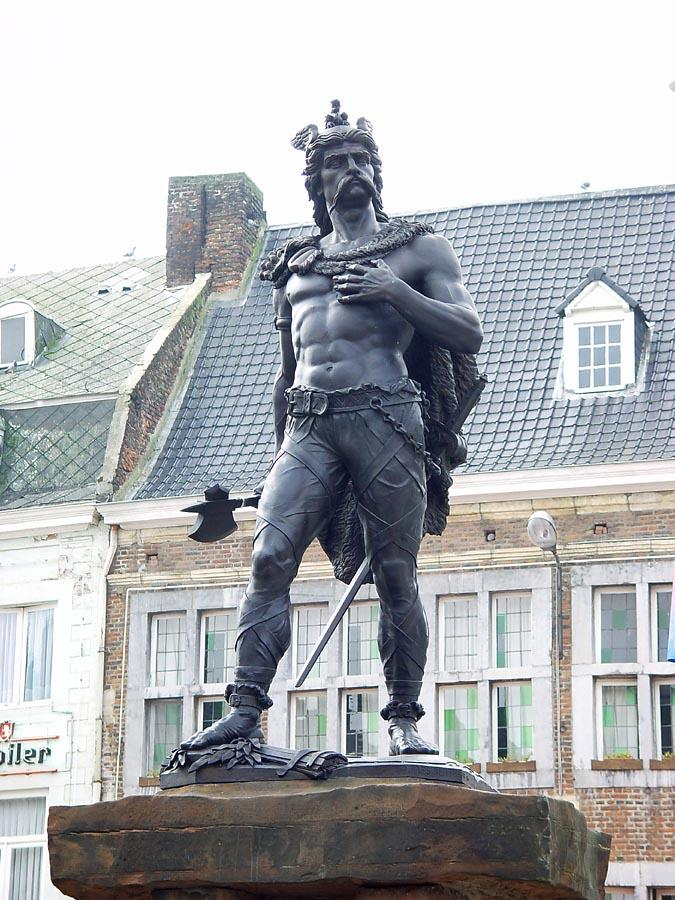
Ambiorix, az eburók fejedelme, aki felkelést robbantott ki a római uralom ellen.

Az eburók ókori belga törzs, fővárosuk Aduatuca volt. Julius Caesar ellenfelei voltak Ambiorix és Catuvolcus alatt. A trevirusok vezetése alatt a condrusokkal együtt lázadtak fel a rómaiak ellen, de a háborúban a törzs kihalt. Területüket később a tungerek foglalták el.